# Parafia św. Dymitra w Sakach
Parafia pod wezwaniem św. Dymitra – parafia prawosławna w Sakach, w dekanacie Kleszczele diecezji warszawsko-bielskiej.
Na terenie parafii funkcjonuje jedna cerkiew i jedna kaplica:
- cerkiew św. Dymitra w Sakach – parafialna, przy cmentarzu
- kaplica św. Nektariusza w Sakach – klasztorna, na terenie monasteru św. Dymitra

## Historia

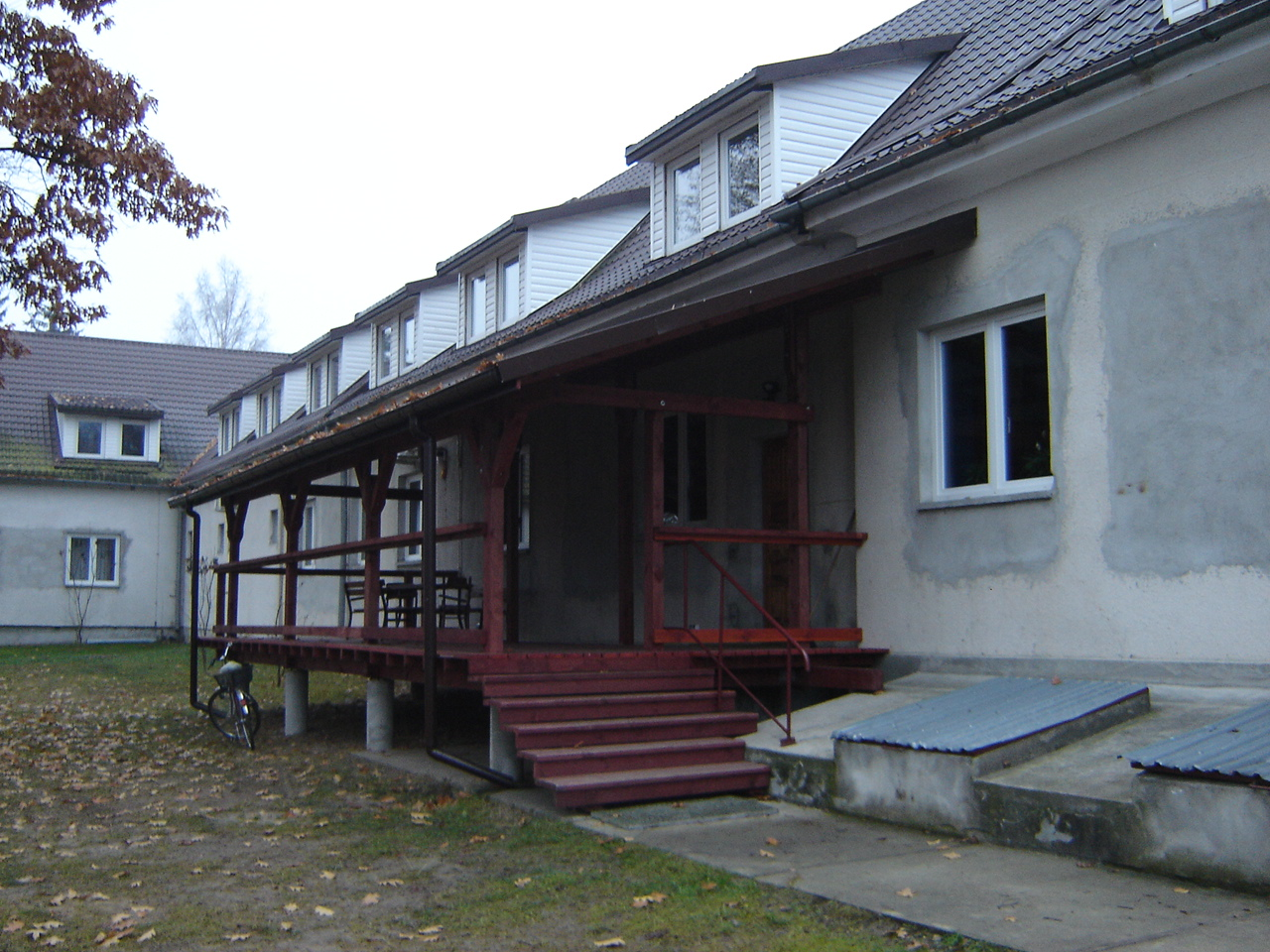
Wejście do kaplicy św. Nektariusza

Parafię erygowano 27 marca 1992 po przyłączeniu sąsiedniej wsi Toporki (z parafii w Orli). Do tego czasu była to część parafii w Dubiczach Cerkiewnych. Proboszczem nowo utworzonej parafii został ks. Alim Rusinowicz, który pełnił tę funkcję do 1998. Parafię zlikwidowano 27 czerwca 1998. Wierni zostali ponownie przyłączeni do parafii dubickiej. Reaktywowana (jako parafia przyklasztorna) w 2001, kiedy metropolita Sawa erygował Prawosławny Męski Dom Zakonny św. Dymitra w Sakach (od 2010 monaster).

## Liczba wiernych i zasięg terytorialny
Do parafii należą dwie wsie: Saki i Toporki. W 2016 parafia liczyła 120 osób.

## Wykaz proboszczów
- 1992–1998 – ks. Alim Rusinowicz
- 1998–2001 – parafia jako samodzielna nie funkcjonuje
- 2001–2009 – archimandryta dr Warsonofiusz (Doroszkiewicz)
- 2009–2021 – archimandryta Tymoteusz (Sawczuk)
- od 2021 – ihumen Włodzimierz (Dejneko)[2]